# 맨스필드구

맨스필드구의 위치

맨스필드구(영어: Mansfield District)는 잉글랜드 노팅엄셔주에 위치한 비도시 자치구로 중심 도시는 맨스필드이며 인구는 105,893명(2014년 기준), 면적은 76.70km2이다.